# Beppe Gambetta
Beppe Gambetta (Genova, 25 febbraio 1955) è un compositore e chitarrista italiano.
Si autodefinisce un chitarrista acustico, le sue passioni comprendono la musica folk e il flatpicking (tipologia di suonata attraverso l'utilizzo del plettro). È un compositore, insegnante, e appassionato studioso di musica e strumenti tradizionali.

## Radici
Da un'unica radice, sviluppata come un musicista Italiano innamorato sia della country music Americana e della musica bluegrass sia dei suoni della sua terra natale, Beppe ha viaggiato per il mondo, anche superando la Cortina di Ferro. Dopo 12 CD, 4 DVD, 4 libri didattici, e collaborazioni con molti musicisti di fama internazionale, Gambetta è sempre maggiormente riconosciuto come uno dei veri innovatori della  chitarra acustica.

## Nord America
Anche se Beppe vive ancora nella sua città natale Genova, intraprende almeno due volte l'anno dei viaggi in Nord America. Ha suonato in prestigiosi festival negli Stati Uniti e in Canada come il Walnut Valley Festival a Winfield Kansas, Merlefest in Carolina del Nord, il Kerrville Folk Festival in Texas e quelli a Winnipeg e Edmonton.  Ha partecipato anche a parecchi show radiofonici come All Things Considered e E-Town.

## Performance
Gambetta ha preso parte al film “The Primal Twang” e si è esibito in luoghi prestigiosi come il Ryman Auditorium a Nashville (Tennessee) al Metropolitan Museum of Art di New York. Nel corso della sua carriera ha suonato con i grandi della musica folk come David Grisman, Doc Watson, Norman Blake, Gene Parsons, e Béla Fleck.  Si esibisce regolarmente anche con Dan Crary e con la band Men of Steel: un vero e proprio "summit" internazionale di chitarra (Dan Crary, Tony McManus and Don Ross) dove sono racchiuse differenti scuole con una complessa interazione musicale.

## Acoustic Night
Annualmente Beppe Gambetta, con l'aiuto della moglie, Federica Calvino Prina, organizza nella "sua" Genova una rassegna di musica acustica, l'"ACOUSTIC NIGHT", giunta oramai alla 23ª edizione nel 2023, nella quale Gambetta suona assieme ad affermati musicisti, che ha conosciuto nel suo peregrinare per il mondo della musica acustica.

Molto spesso, questi musicisti, anche molto famosi in America, suonano per la prima volta in Italia, proprio in questa occasione.
Hanno suonato all'Acoustic Night:

Kathy Mattea, Frank Vignola, Vinny Raniolo, Aoife O'Donovan, Rushad Eggleston, Mike Witcher, John Jorgenson, MIke Dowling, Radim Zenkl, Bruce Molsky, Bryan Sutton, Nick Forster, Peter Ostroushko, Marco Fadda, Patty Larkin, Mike Marshall, Darrell Scott, Tony McManus, Missy Raines, Brad Davis, Don Ross, Dan Crary, Filippo Gambetta, Ian Melrose, Michal Vavro, Maurizio Geri, Gene Parsons, Martino Coppo, Steve Kaufman, Franco Morone, Stephen Bennet, Rolf Lislevand, James Keelaghan, André Brunet, Eric Beaudry, John Jorgenson, Mike Dowling, Radim Zenkl, Matteo Leone, François-Félix Roy, Aysanabee.

## Stile e sound
Con l'America nel cuore e le radici nel sole e gli ulivi del mar Mediterraneo, è con grande naturalezza che Gambetta riesce a saldare le sponde dei due continenti, creando, alla faccia di quell'oceano frapposto lì in mezzo, una “koiné” musicale in cui country e tradizione ligure, canti dell'emigrazione e ballate popolari, mandolini e chitarre-arpa non solo coesistono ma vanno a interagire, intrecciando un fitto dialogo ignaro di ogni rigida (e supponente) classificazione. Durante la sua carriera ha collaborato e suonato con i migliori chitarristi nella scena folk internazionale quali, Tony McManus, Doc Watson, Gene Parsons, Dan Ross, Norman Blake, Dan Crary.
La musica di Gambetta è caratterizzata da emozioni intime, comunicazione, dalla ricercatezza nei toni, dalla sua sobrietà e umorismo. Una musica ispirata che evita di basarsi puramente sul suo alto livello di eccellenza tecnica ma che rivela anche le sensazioni interiori di una mente brillante e giocosa che non smette di esplorare e innovare pur restando fermamente legato alla tradizione.

## Curiosità
- Beppe Gambetta veste sempre un look sobrio, tendente al nero, fatta eccezione per le sue immancabili scarpe rosse.
- Il figlio di Beppe, Filippo Gambetta, è anche lui musicista, organettista creativo, e compone musica d'autore e tradizionale irlandese.
- È un noto tifoso sampdoriano.
- Amante della buona cucina è, a detta di tutti i suoi amici, un eccellente cuoco.

## Discografia
- Dialogs (Brambus, 1989)
- Alone & Together (con Tony Trischka) (Brambus, 1992)
- Good News from Home (Green Linnet, 1995)
- Serenata (Acoustic Music, 1997)
- Synergia (Thunderation, 2000)
- Traversata (Acoustic Disc, 2001)
- Blu di Genova (Gadfly, 2003)
- Livel (CandyRat, 2003)
- Slade Stomp (Gadfly, 2006)
- Four-Way Mirrorl (CandyRat, 2006)
- Rendez-vous (Gadfly, 2008)
- The American Album (Gadfly, 2013)
- Round Trip (Borealis, 2015)
- Short Stories (Borealis, 2017)
- Terra madre (autoprodotto, 2024)